# Borbone-Orléans
La dinastia d'Orléans è un ramo cadetto della dinastia francese dei Borbone.
Si tratta di una delle più importanti famiglie nobili francesi, al vertice della categoria dei Principi del sangue, che comprendeva i discendenti in linea diretta maschile di un ramo cadetto della Casa Reale di Borbone.
Il capostipite dell'attuale Casa d'Orléans è Filippo I di Borbone-Orléans, secondogenito del re di Francia Luigi XIII, e quindi fratello minore del Re Sole Luigi XIV.
I maschi primogeniti avevano il titolo di "Duca d'Orléans", figura tradizionalmente molto vicina al sovrano, cui spettava l'appellativo di Monsieur (e di conseguenza a sua moglie quello di Madame) riservato al fratello minore del Re.

## Filippo I

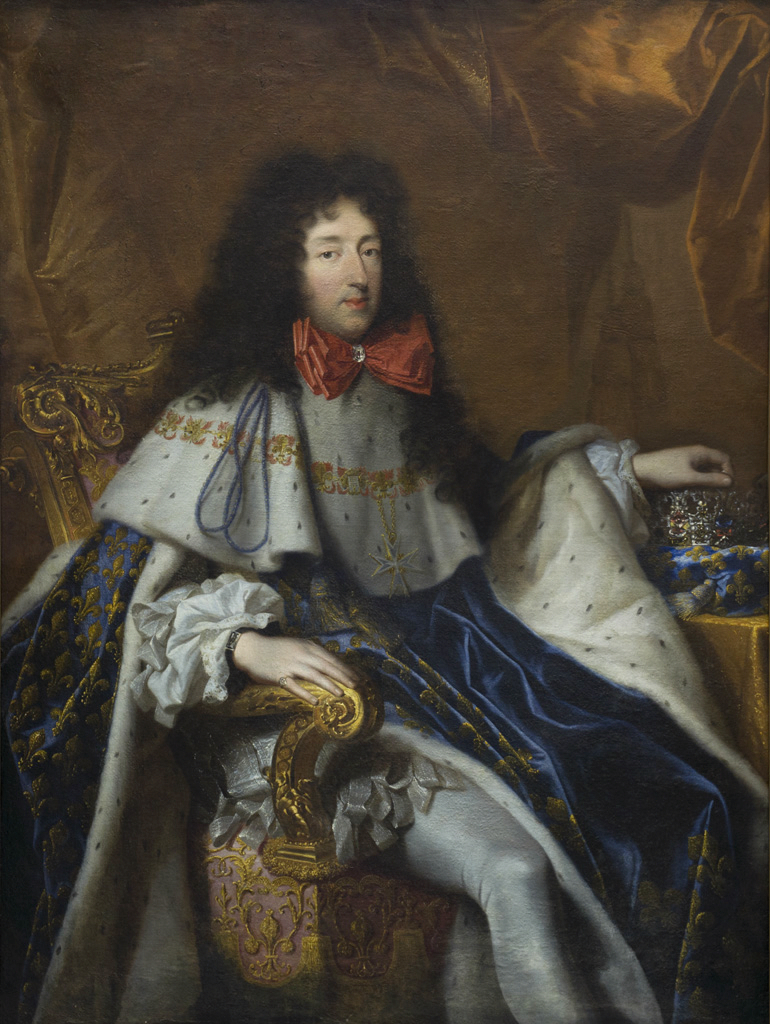
Filippo I d'Orléans

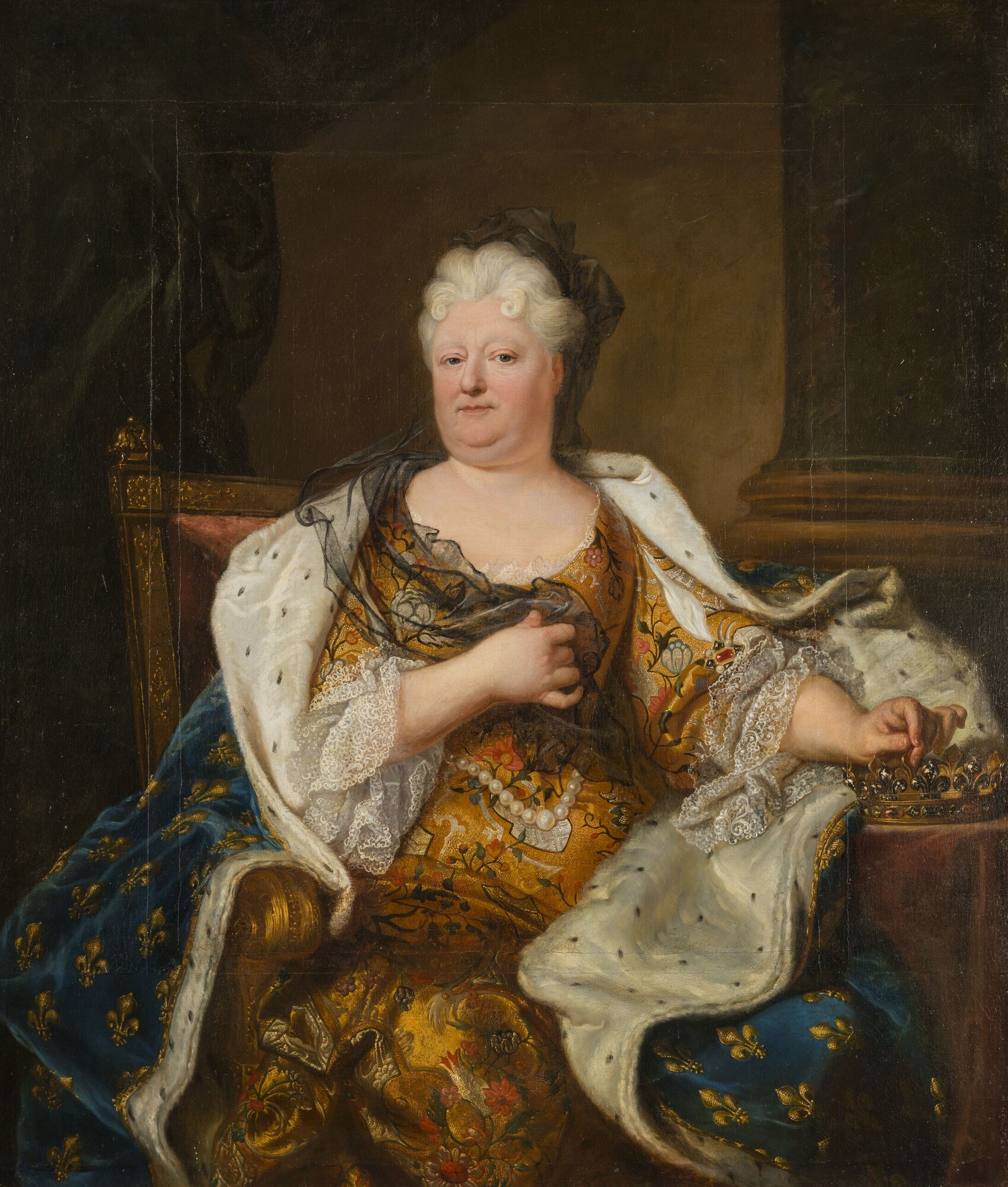
Elisabetta Carlotta del Palatinato

La creazione del titolo di duca d'Orléans risale al 1344, quando Filippo VI di Francia elesse l'orleanese a ducato e pari del regno, concendendolo in appannaggio al figlio cadetto Filippo, che però non ebbe eredi (e non è contato nella numerazione dei duchi). Luigi I di Valois-Orléans, fratello di Carlo VI, fu il primo duca a dare origine a un casato d'Orléans cadetto della Casa reale (Valois). Enrico IV, primo re di Francia della Casa di Borbone, rinnovò quest'usanza dando il titolo di duca d'Orléans al primo figlio cadetto, Nicola Enrico, e quindi, morto quest'ultimo ancora bambino, al cadetto successivo, Gastone. Anche Gastone morì senza eredi maschi, non riuscendo a dare origine ad un casato d'Orlèans cadetto.
Morto lo zio Gastone nel 1660, Filippo – figlio legittimo di Luigi XIII e di Anna d'Austria, ricevette i suoi titoli nobiliari, tra cui quello ducale d'Orléans e le sue tenute. Fu sempre accanto al fratello e fino al 1661 fu secondo nella linea di successione al trono francese.
Sposò in prime nozze, il 31 marzo 1661, la cugina Enrichetta Anna Stuart, figlia di Carlo I d'Inghilterra e di Enrichetta Maria di Francia, dalla quale ebbe quattro figli:
- Maria Luisa d'Orléans (1662-1689), che divenne prima moglie di Carlo II di Spagna;
- Filippo Carlo, duca di Valois, (1664-1666);
- una bambina morta dopo la nascita nel 1665;
- Anna Maria d'Orléans (1669-1728), prima moglie di Vittorio Amedeo II di Savoia;

Morta Enrichetta nel 1671, si risposò lo stesso anno con Elisabetta Carlotta del Palatinato, figlia di Carlo I Luigi del Palatinato e Carlotta d'Assia-Kassel.
Dalla seconda unione ebbe tre figli, tra cui un erede maschio:
- Alessandro Luigi (1673 – 1676), duca di Valois;
- Filippo II d'Orléans (1674 – 1723), che sarebbe divenuto reggente per Luigi XV durante la minore età;
- Elisabetta Carlotta (1676 – 1744), sposa di Leopoldo duca di Lorena, e madre di Francesco Stefano di Lorena, capostipite degli Asburgo-Lorena.

Filippo I morì nel 1701, gli succedette il figlio Filippo II.

## Filippo II

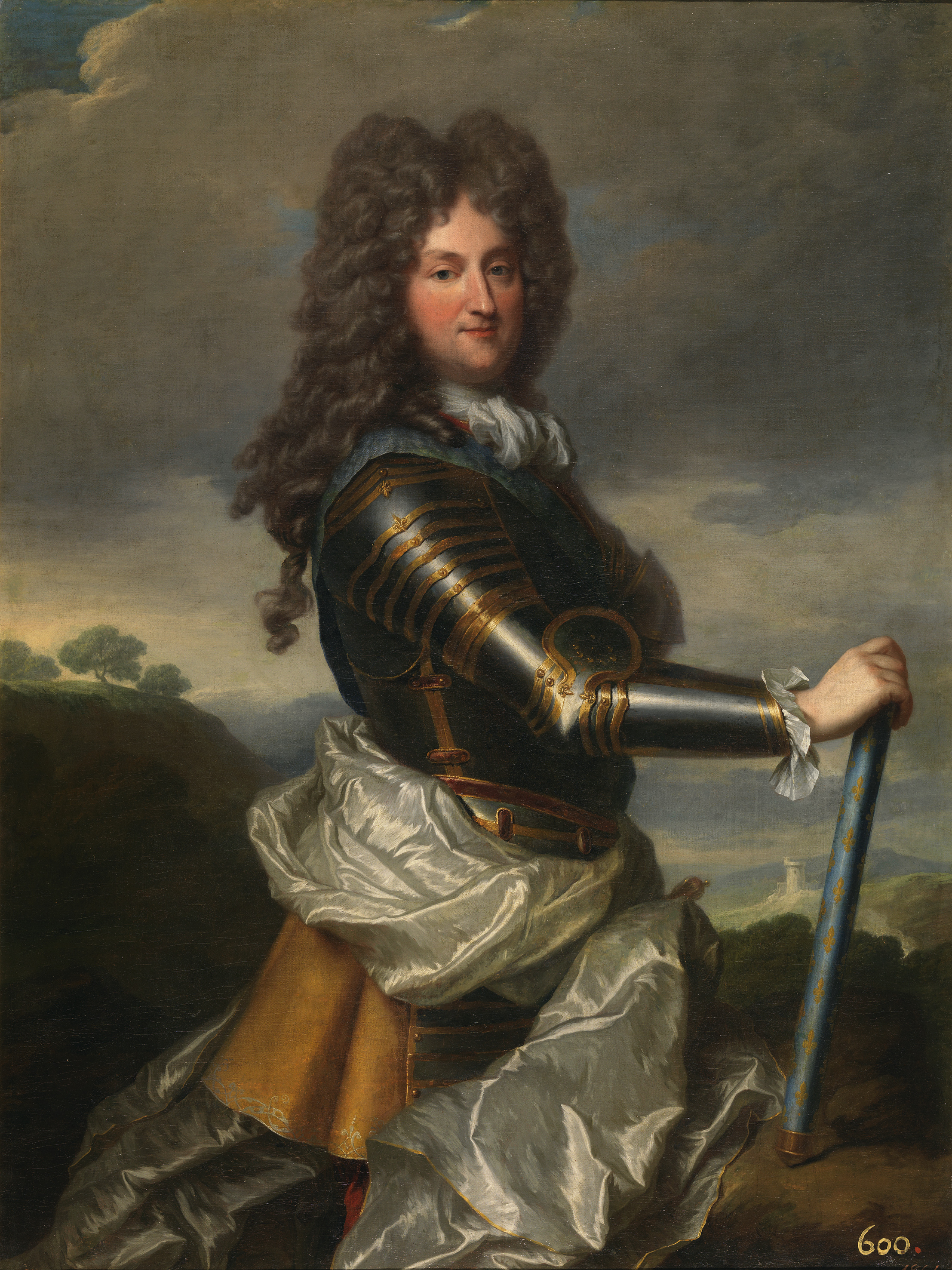
Filippo II

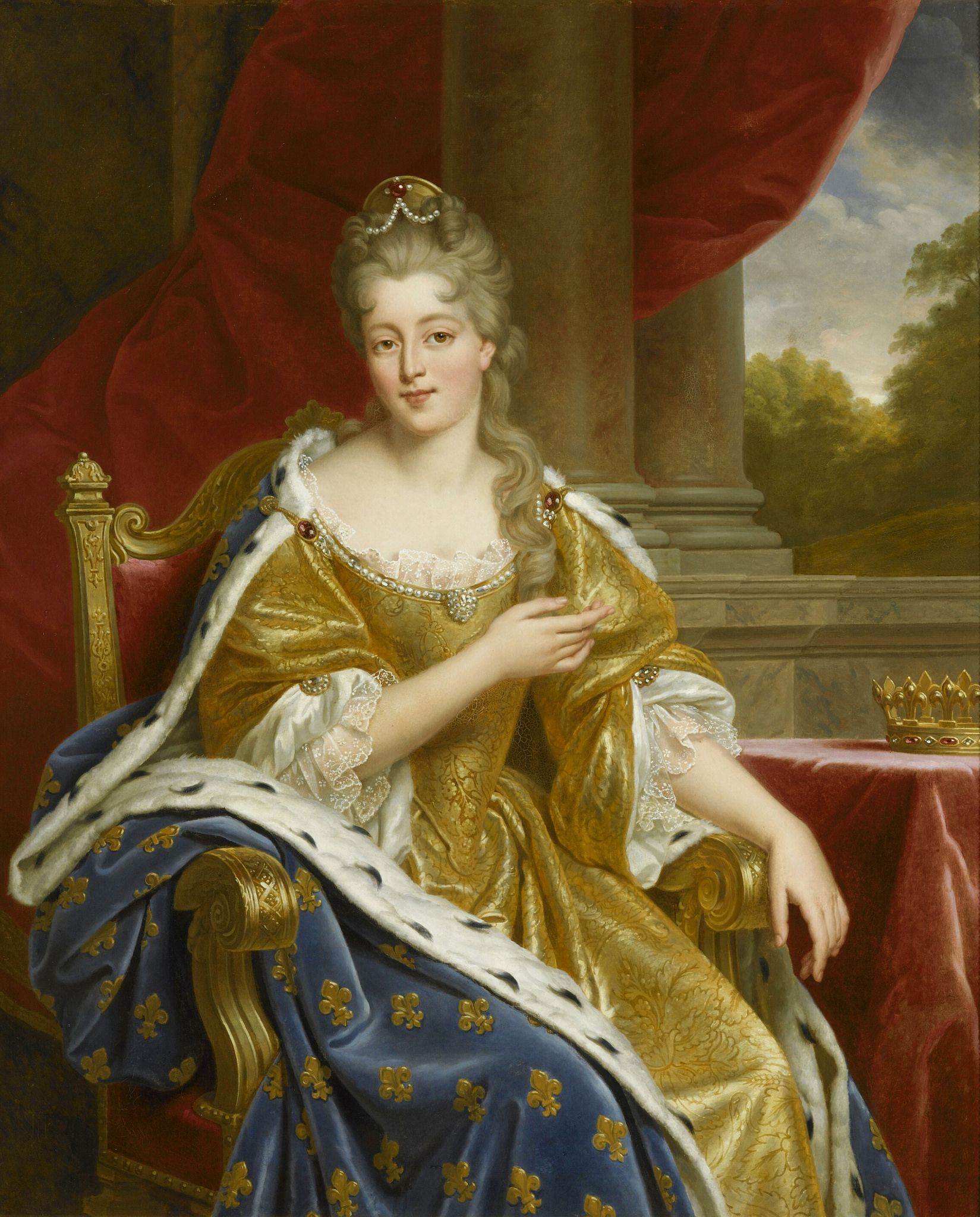
Francesca Maria di Borbone-Francia

Morto lo zio Luigi XIV, divenne reggente di Francia per il minorenne cugino Luigi XV.
Sempre al servizio del suo paese, non si sottrasse a movimenti politici che favorirono la sua famiglia, e anche le sue casse.
Affidò il controllo delle finanze statali, all'inglese John Law, ma questa politica (Sistema di Law) si risolse in un disastro finanziario colossale.
Alla maggior età del re, il 15 febbraio 1723, il duca di Orléans rinunciò formalmente al potere, diventando solo il primo ministro del sovrano, carica che avrebbe mantenuto fino alla morte, il 23 dicembre 1723. Morì al palazzo di Versailles e fu sepolto nella città dov'era nato, Saint-Cloud.
Sposò nel 1692 Francesca Maria di Borbone, figlia illegittima di Luigi XIV, dalla quale ebbe otto figli:
- Mademoiselle de Valois (17 dicembre 1693 – 17 ottobre 1694)
- Maria Luisa Elisabetta (20 agosto 1695 – 21 luglio 1719) sposò Carlo di Borbone-Francia (1686-1714)
- Luisa Adelaide (13 agosto 1698 – 10 febbraio 1743).
- Carlotta Aglaia (20 ottobre 1700 – 19 gennaio 1761), sposò Francesco III d'Este
- Luigi, Duca di Orléans (4 agosto 1703 – 4 febbraio 1752).
- Luisa Elisabetta (11 dicembre 1709 – 16 giugno 1742) sposò Re Luigi di Spagna
- Filippa Elisabetta (18 dicembre 1714 – 21 maggio 1734).
- Luisa Diana (27 giugno 1716 – 26 settembre 1736) sposò Louis-François di Borbone-Conti.

## Luigi I

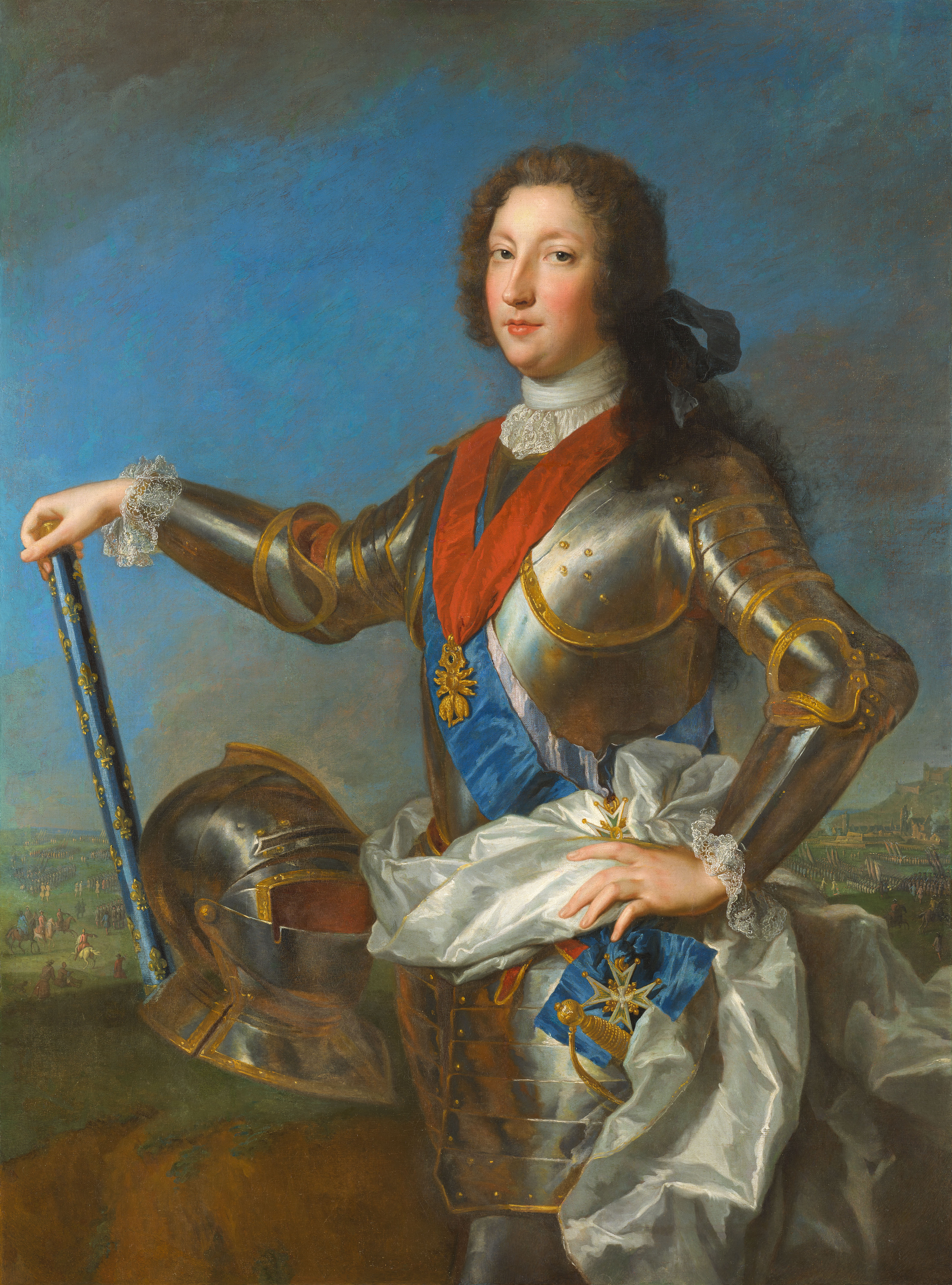
Luigi I

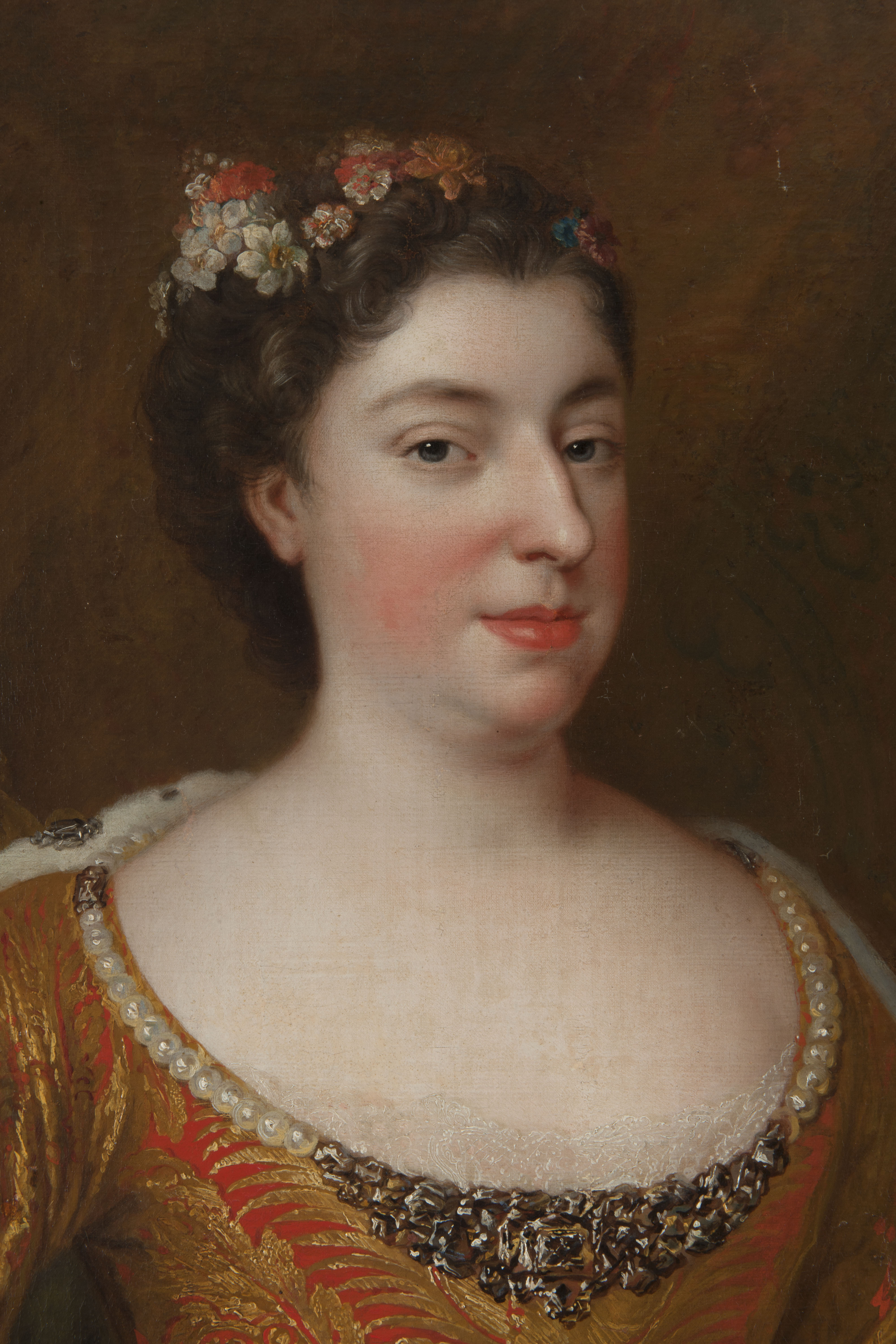
Augusta di Baden-Baden

Succeduto al padre come Duca d'Orléans nel 1723, fu uomo pio, caritatevole e pieno di interessi culturali, prese ben poca parte alla vita politica del tempo.
In un primo momento sembravano possibili le sue nozze con la granduchessa Anna Petrovna Romanova, ma alla fine si sposò, nel 1723, con Augusta di Baden-Baden (1704 – 1726), dalla quale ebbe due figli:
- Luigi Filippo I (1725-1785)
- Luisa Maria (1726-1728)

## Luigi Filippo I

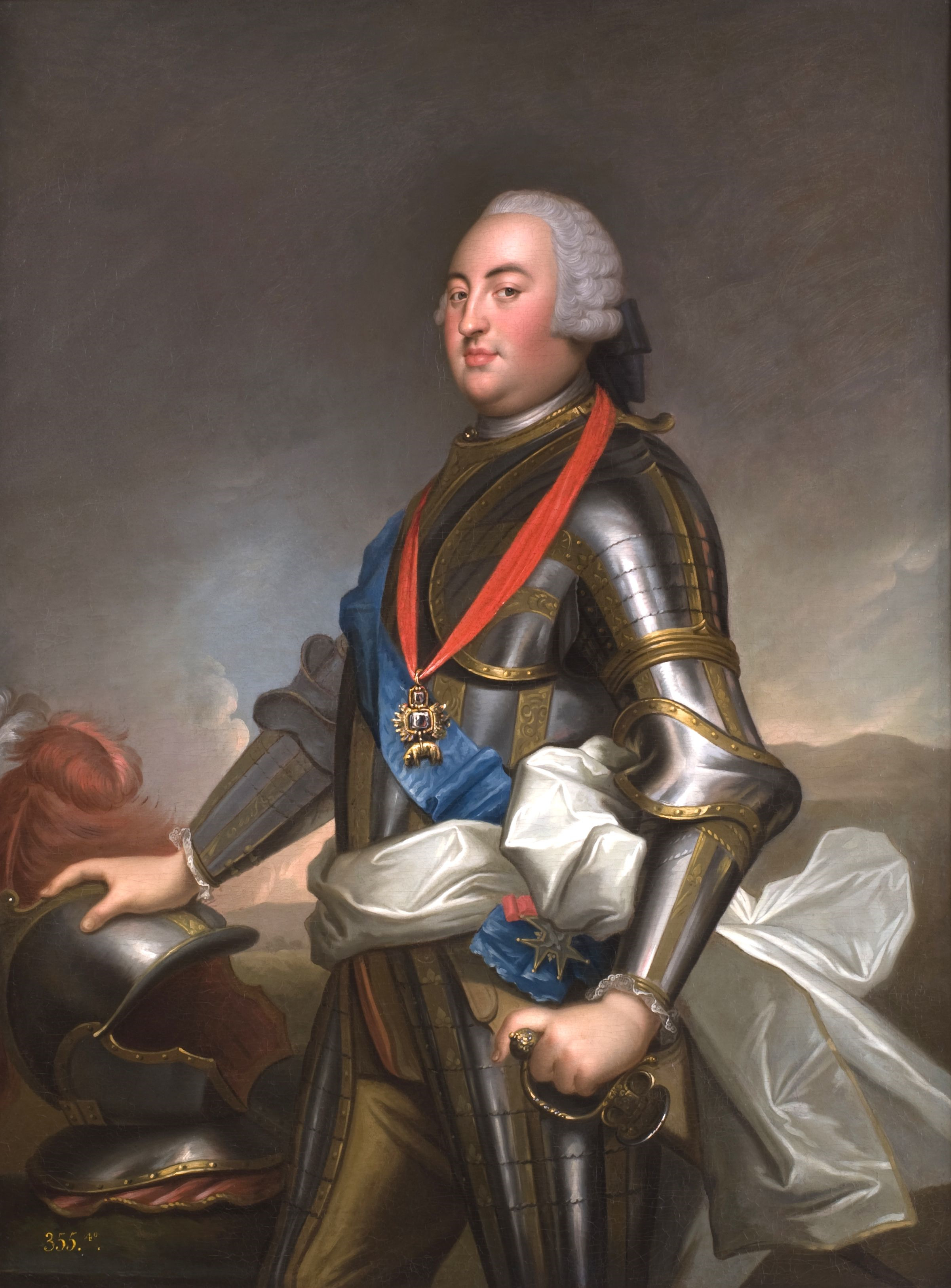
Luigi Filippo I duca d'Orléans

Sposò in prime nozze Luisa Enrichetta di Borbone-Conti (1726-1759), che gli diede due figli:
- Luigi Filippo (1747-1793), duca di Orléans
- Batilde (1750-1822), che sposò l'ultimo Duca di Borbone.

Ebbe una seconda moglie morganatica, Charlotte-Jeanne Béraud de la Haye de Riou, marchesa di Montesson, che sposò segretamente nel 1773.
Servì gli eserciti francesi nella Guerra di successione austriaca, si distinse nelle campagne del 1742, 1743 e 1744 e alla battaglia di Fontenoy nel 1745: si ritirò a vita privata a Bagnolet nel 1757, occupando il suo tempo con rappresentazioni teatrali e frequentando la società culturale del tempo.

## Luigi Filippo II

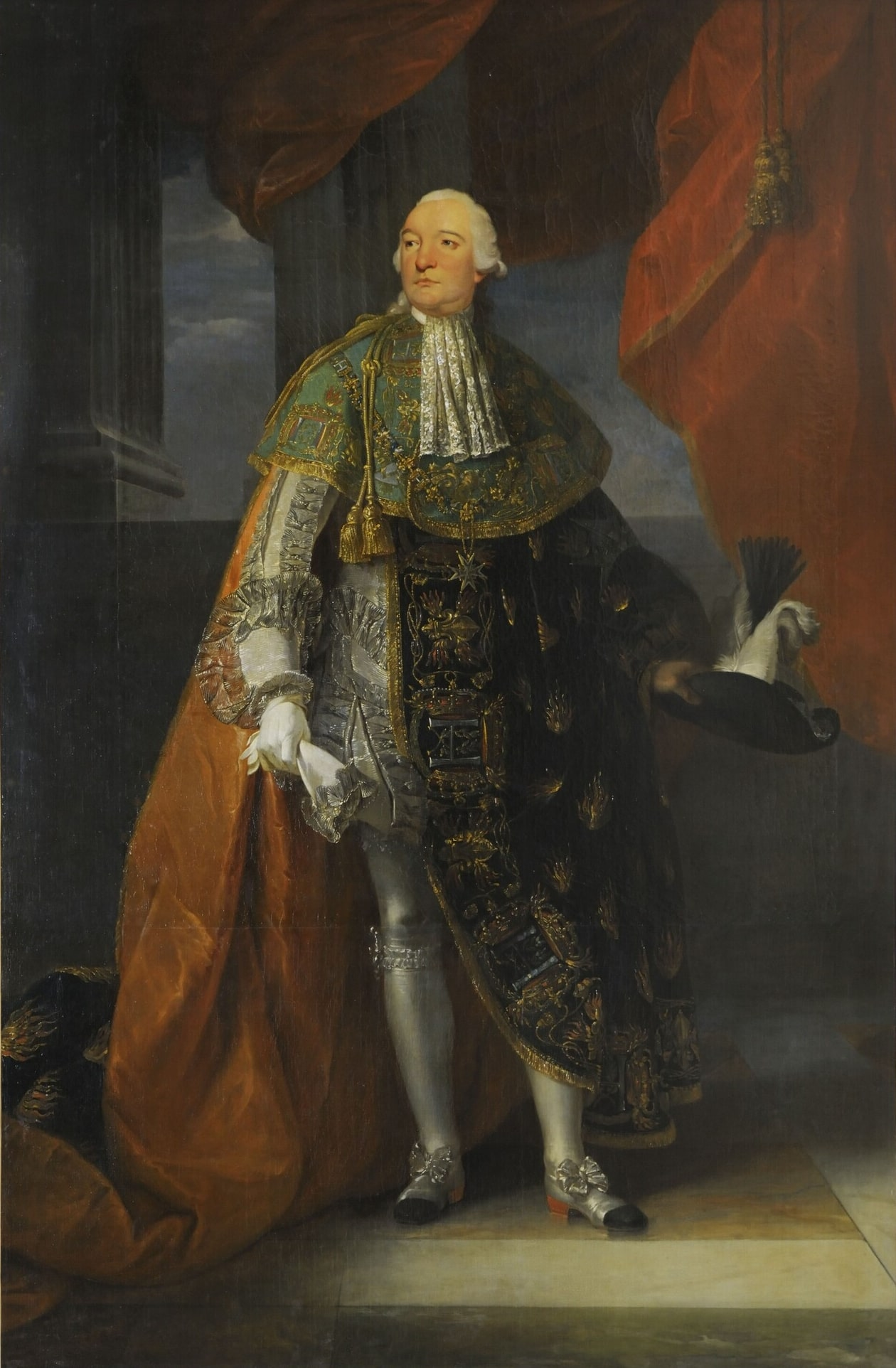
Luigi Filippo II

All'epoca della Rivoluzione francese l'allora duca di Orléans, Luigi Filippo, detto Filippo Égalité, fu l'unico aristocratico di sangue reale a sostenere attivamente la rivoluzione, fino al punto di votare a favore dell'esecuzione del cugino Luigi XVI, attirando così su di sé e sui suoi discendenti l'odio di una gran parte dei monarchici francesi. Egli stesso, tuttavia, venne condannato alla ghigliottina, deferito al tribunale rivoluzionario da Maximilien de Robespierre e Bertrand Barère durante il periodo del Terrore. Suo figlio Luigi Filippo fuggì allora in Austria assieme al generale moderato Dumouriez.
Il duca di Chartres Luigi Filippo Giuseppe d'Orleans (1747 - 1793), cugino del re e primo principe del sangue, ebbe dal suo matrimonio con Luisa Maria (celebrato il 5 aprile 1769, a Versailles)
- N.N. d'Orléans, di sesso femminile (nata morta il 10 ottobre 1771);
- Luigi Filippo Giuseppe d'Orléans (6 ottobre 1773 – 26 agosto 1850), re dei francesi dal 1830 al 1848;
- Antonio Filippo d'Orléans (3 luglio 1775 – 18 maggio 1807), duca di Montpensier;
- Luisa Maria Adelaide Eugenia (23 agosto 1777 – 31 dicembre 1847);
- N.N. d'Orléans, di sesso femminile (23 agosto 1777 - 6 febbraio 1782);
- Luigi Carlo di Borbone-Orléans (7 ottobre 1779 – 30 maggio 1808), conte di Beaujolais.

## Luigi Filippo I, Re dei Francesi

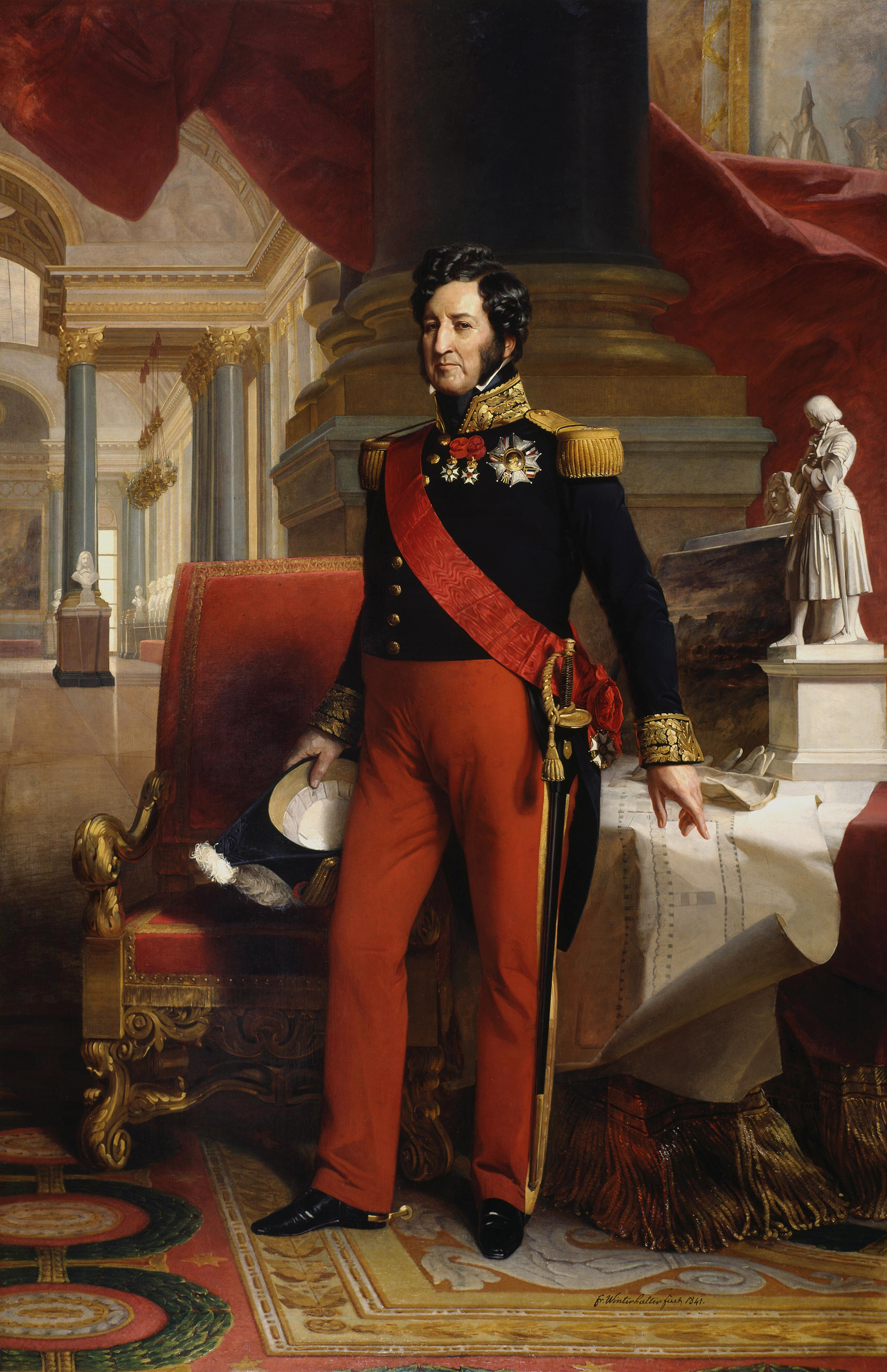
Luigi Filippo I di Francia

Nel 1830, a seguito della Rivoluzione di luglio che portò alla nuova cacciata dei Borbone dal trono nella persona di Carlo X, la casa d'Orléans divenne regnante con il "re borghese" Luigi Filippo, figlio di Filippo Égalité: egli regnò come monarca costituzionale, con il titolo di re "dei Francesi" e non più "di Francia", ma fu costretto ad abdicare a seguito della Rivoluzione del 1848. Luigi Filippo fu l'unico sovrano orléanista francese.
Nel 1809 Luigi Filippo sposò Maria Amalia di Borbone, principessa delle Due Sicilie e figlia del re Ferdinando I delle Due Sicilie. Ebbero dieci figli:
- Ferdinando Filippo (nato il 3 settembre 1810), principe del sangue, duca di Chartres, poi principe regio e duca d'Orléans, sposò la duchessa Elena di Meclemburgo-Schwerin;
- Luisa (nata il 3 aprile 1812), principessa del sangue, poi principessa Luisa d'Orléans, che sposa il re Leopoldo I del Belgio (primo re dei Belgi) nel 1832;
- Maria (nata il 12 aprile 1813), principessa del sangue, poi principessa Maria d'Orléans, che sposa il duca Alessandro del Württemberg;
- Luigi (nato il 25 ottobre 1814), principe del sangue, duca di Nemours (eletto re del Belgio nel 1831, titolo che suo padre rifiutò a vantaggio di sua figlia Luisa e di Leopoldo), sposò la principessa Vittoria di Sassonia-Coburgo-Kohary;
- Francesca (nata il 28 marzo 1816), principessa del sangue;
- Clementina (nata il 3 giugno 1817), principessa del sangue, poi principessa Clementina d'Orléans, che sposò il principe Augusto di Sassonia-Coburgo-Kohary;
- Francesco (nato il 14 agosto 1818), principe del sangue, principe di Joinville, che sposò la principessa Francesca di Braganza, figlia di Pietro I del Brasile;
- Carlo (nato il 1º gennaio 1820), principe del sangue, duca di Penthièvre;
- Enrico (nato 16 gennaio 1822), principe del sangue, duca d'Aumale, sposò la principessa Maria Carolina Augusta di Borbone-Due Sicilie, figlia di Leopoldo, principe di Salerno;
- Antonio (nato il 31 luglio 1824), principe del sangue, duca di Montpensier, che in seguito diventerà infante di Spagna come consorte della principessa Luisa Ferdinanda di Borbone-Spagna, figlia di Ferdinando VII di Spagna.

## Dopo il 1848
Anche dopo la sua cacciata la fazione orléanista rimase però attiva e impegnata a perseguire lo scopo di un ritorno della Casa d'Orléans al potere in Francia. I monarchici legittimisti, tuttavia, continuavano a sostenere di preferenza il diritto della linea principale dei Borbone, che giunsero molto vicini a riconquistare il trono dopo il crollo del Secondo Impero nel 1871. Ma, con la morte senza eredi nel 1883 dell'ultimo pretendente legittimista dei Borbone, Enrico, conte di Chambord, molti legittimisti, anche attenendosi alle istruzioni dello stesso Enrico, che prima di morire aveva dichiarato che i prossimi nella linea di successione dovessero essere i principi d'Orléans, riconobbero i diritti di questi ultimi. Una parte di costoro, invece, continuò a essere pregiudizialmente ostile alla dinastia d'Orléans, sempre a causa dei suoi trascorsi rivoluzionari, e trasferì le proprie speranze sugli eredi maschi carlisti dei Borbone di Spagna, sebbene questi ultimi avessero rinunciato a ogni pretesa sul trono francese fin dal termine della guerra di successione spagnola (1714).
Pertanto, secondo i suoi sostenitori, agli eredi della Casa d'Orléans non spetta solo il titolo costituzionalista di "re dei Francesi", ma anche quello legittimista di "re di Francia e di Navarra".

## Pretendenti orleanisti al Trono di Francia, alla morte di Luigi Filippo I

### Luigi Filippo Alberto d'Orléans (Filippo VII)

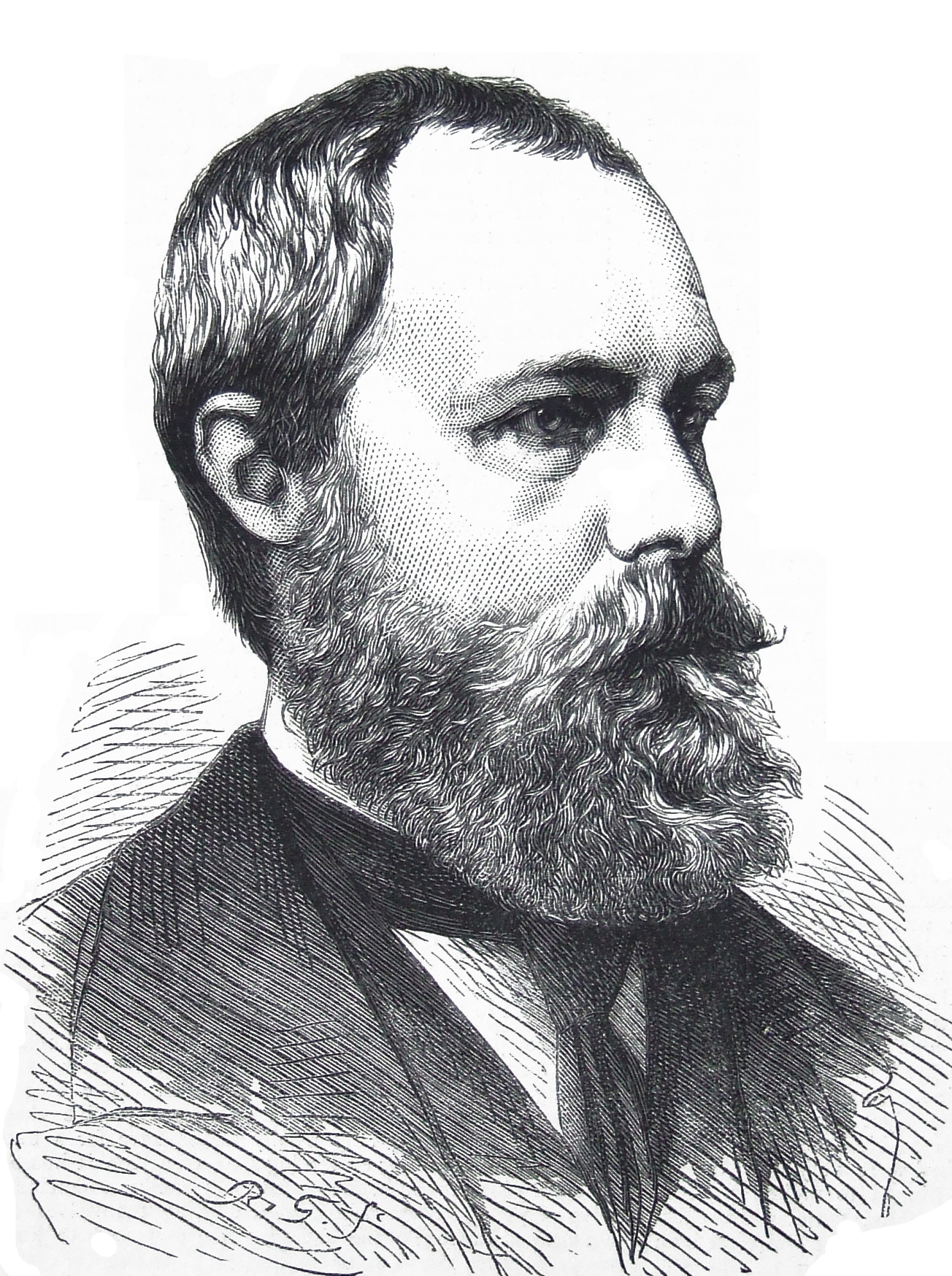
Luigi Filippo Alberto d'Orléans, nipote di Luigi Filippo I

Nato nel 1838, figlio di Ferdinando Filippo, figlio del re Luigi Filippo I, gli offrirono il trono all'abdicazione del nonno, sotto la reggenza della madre, ma la furia popolare di quei giorni glielo impedì, e l'intera famiglia si rifugiò in Inghilterra.
Storico e giornalista, partecipò alla guerra civile americana con il grado di capitano, combattendo sotto il generale George B. McClellan.
Dopo la morte senza discendenti di Enrico V divenne pretendente al Trono di Francia assumendo il nome di Filippo VII.
Nel 1864 sposò Maria Isabella d'Orléans, Infanta di Spagna, che gli diede otto figli:
- Maria Amelia (1865-1951) sposò il re Carlo I del Portogallo (1863-1908)
- Filippo VIII (1869-1926), duca d'Orléans e poi conte di Parigi, sposò l'arciduchessa Maria-Dorotea d'Austria (1867-1932)
- Elena di Francia (1871-1951) sposò Emanuele Filiberto di Savoia-Aosta (1869-1931)
- Carlo Filippo (21 gennaio 1875-8 giugno 1875)
- Isabella (1878-1961) sposò il cugino Giovanni III (1874-1940)
- Giacomo Maria Clemente di Francia (5 aprile 1880-22 gennaio 1881)
- Luisa (1882-1958) sposò Carlo Tancredi di Borbone-Due Sicilie (1870-1949), Infante di Spagna
- Ferdinando (1884-1924) duca di Montpensier sposò Marie-Isabelle Gonzalez de Olaneta e Ibarreta (1897-1958), marchesa di Valdeterrazzo e Grande di Spagna.

Morì nel 1894, gli succedette il figlio Luigi Filippo, con il nome di Filippo VIII.

### Luigi Filippo Roberto d'Orléans (Filippo VIII)

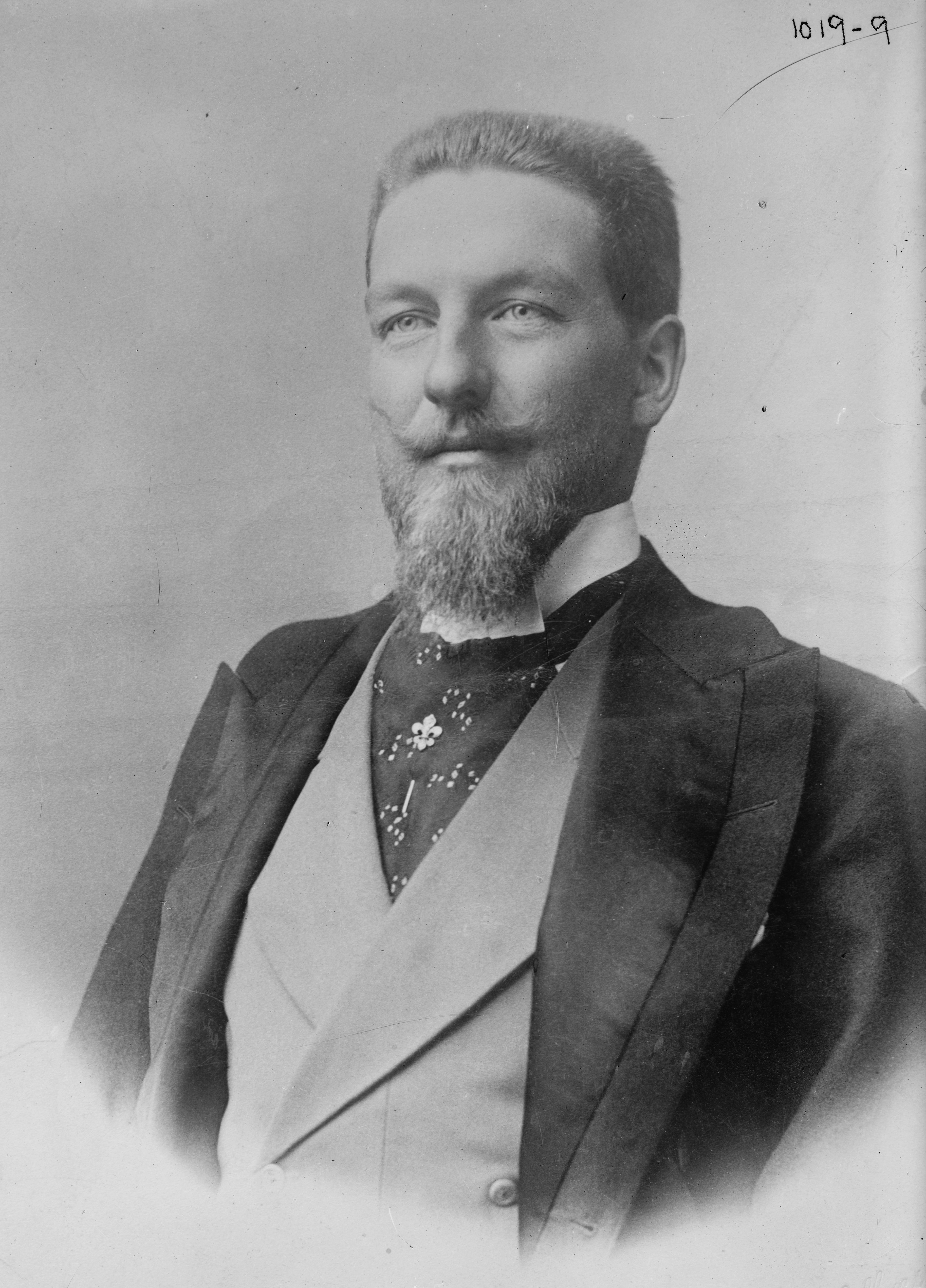
Filippo VIII

Il 5 novembre 1896, Filippo sposa l'arciduchessa Maria-Dorotea d'Austria (1867-1932), figlia del principe palatino Giuseppe Carlo Luigi d'Asburgo-Lorena e di Clotilde di Sassonia-Coburgo-Kohary. Ma l'unione è sterile e infelice: durante la prima guerra mondiale, la principessa rifiuta di lasciare l'Austria-Ungheria per ricongiungersi al marito e poco dopo si separano.
Durante la prima guerra mondiale, Filippo cerca di partecipare al conflitto dalla parte dell'Intesa, ma né la Francia, né il Regno Unito, né la Russia, né gli Stati Uniti glielo permettono; non gli resta dunque che attendere la fine del conflitto in Inghilterra. Il 19 febbraio 1921 Filippo invia la medaglia dell'Ordine dello Spirito Santo a Lyautey in occasione della sua nomina a Maresciallo di Francia.
Ristabilita la pace, riprende i suoi viaggi: Argentina e Cile nel 1921, giro dell'Africa nel 1922, Alto-Egitto nel 1925 ed Etiopia nel 1926. Dopo quest'ultimo viaggio Filippo VIII muore a Palermo nel suo Palazzo Orléans.

### Giovanni, Duca di Guisa (Giovanni III)

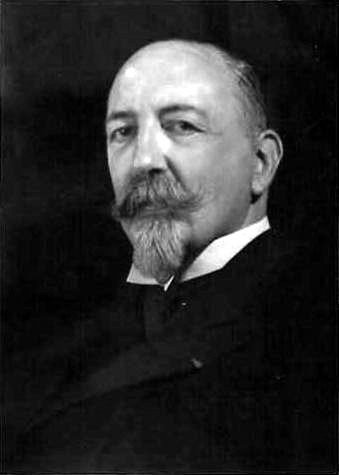
Giovanni di Guisa

Nato nel 1874, fu pronipote di Luigi Filippo re dei Francesi e figlio di Roberto d'Orléans (1840-1910), duca di Chartres, e di Francesca d'Orléans (1844-1925), Giovanni di Guisa diviene pretendente al Trono e si trova immediatamente dinanzi a gravi problemi politici dal momento che il papa Pio XI vieta ai cattolici di sostenere Charles Maurras e l'Action française, i più importanti sostenitori della Monarchia e della famiglia d'Orléans.
Il 30 ottobre 1899 Giovanni sposa a Kingston-sul-Tamigi la cugina Isabella d'Orléans (1878-1961) e in questa occasione riceve dal cognato il titolo di cortesia di Duca di Guisa con il quale resterà noto.
Dall'unione nascono quattro figli:
- Isabella d'Orléans, che sposò il conte Bruno d'Harcourt (1899-1930) e, rimasta vedova, il principe Pierre Murat (1900-1948).
- Francesca d'Orléans (1902-1953), che sposò Cristoforo di Grecia (1889-1940), figlio di re Giorgio I di Grecia
- Anna d'Orléans (1906-1986), che sposò il cugino Amedeo di Savoia-Aosta, duca d'Aosta e viceré d'Etiopia
- Enrico VI, "conte di Parigi" e pretendente al trono di Francia e di Navarra, che sposò la cugina Isabella d'Orléans-Braganza.

Alla sua morte, avvenuta nel 1940, gli succede il figlio Enrico.

### Enrico, Conte di Parigi (Enrico VI)

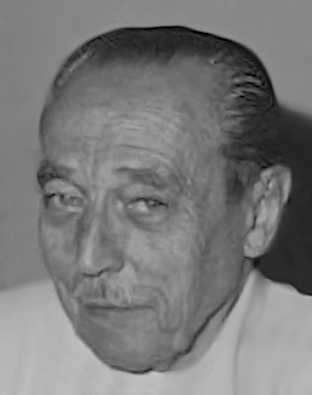
Enrico VI

Enrico, dopo un primo interessamento verso il governo del maresciallo Pétain, rifiuta il Ministero per gli approvvigionamenti propostogli da Pierre Laval ed entra nella Legione straniera, dove combatterà per la «Francia libera», con il nome di Henri d'Orliac, dal momento che ancora è in vigore la legge d'esilio.
A novembre-dicembre 1942 prende parte a una cospirazione organizzata da Henri d'Astier de la Vigerie, scopo della quale è la rimozione dell'ammiraglio Darlan, che, a loro parere, impedisce l'unificazione delle armate francesi di liberazione.
Questo complotto non ambiva alla restaurazione monarchica, ma alla formazione, sotto la guida del Conte di Parigi, di un governo di unità, nel quale De Gaulle avrebbe diretto gli Affari Politici e Giraud gli Affari Militari, fino alla liberazione della Francia metropolitana. A liberazione avvenuta, si sarebbe rimesso al popolo il compito di decidere la forma istituzionale.
Il 24 dicembre 1942 Fernand Bonnier de La Chapelle, patriota della resistenza francese, uccide l'ammiraglio Darlan.
Le cose, però, non vanno a favore del Conte di Parigi: La Chapelle viene fatto giustiziare da Henri Giraud, che prende il posto di Darlan come ammiraglio, e Enrico d'Orléans è costretto nuovamente all'esilio, in forza della legge del 1886.
Il Conte di Parigi rientra in Francia solo nel 1950, dopo l'abrogazione della legge d'esilio.
In politica, sostiene la linea di De Gaulle, il quale sembra gli faccia intendere, nel 1962, un proprio sostegno alla Monarchia.
Nel 1975 istituisce la Fondation Saint-Louis con l'obiettivo di preservare i beni della Famiglia d'Orléans; al contempo amministra la Fondation Condé.
Nel 1983, la famiglia è scossa dalla morte, in Repubblica Centrafricana, dell'undicesimo figlio del Conte di Parigi, Thibaut conte della Marche, già accusato di ricettazione. Già un altro figlio di Enrico era premorto al padre, François, caduto per la Francia in Algeria, nel 1960.
Al tempo della Prima Coabitazione (1986-88), il Conte di Parigi si pronunzia più volte in favore del vecchio conoscente François Mitterrand, il quale aveva dimostrato un certo interessamento nei confronti delle cerimonie del Millenario Capetingio (1987), al contrario del presidente Valéry Giscard d'Estaing.
Enrico (VI) di Francia muore nel 1999 e viene sepolto nella Cappella Reale di Dreux, gli succede il figlio Enrico VII.

### Enrico, Conte di Parigi (Enrico VII)

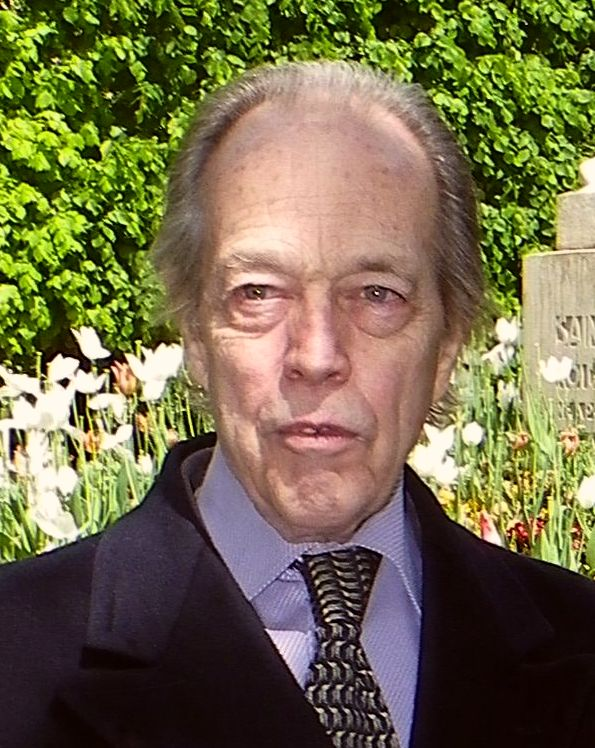
Enrico, conte di Parigi

Figlio di Enrico VI e di Isabella d'Orléans-Braganza, oltre ai titoli di Conte di Parigi e Duca d'Orléans, era noto come Duca di Francia.
Nel 2004 si è candidato alle elezioni europee, non venendo eletto e nella campagna presidenziale francese del 2007, dopo avere lasciato intendere una sua possibile candidatura, ha dato il proprio sostegno a Nicolas Sarkozy. Il presidente francese lo insignì della Legion d'onore.
Alcuni monarchici francesi ritengono decaduto Enrico a seguito del suo divorzio e conseguente matrimonio civile (1984). Secondo questa ipotesi il titolare dei diritti di Francia sarebbe il primogenito Francesco (III), che però, in quanto affetto da toxoplasmosi, è stato dal padre rimosso dalla successione (2006). Gli succede come capo della famiglia il figlio Giovanni.

### Giovanni, Duca di Vendôme (Giovanni IV)

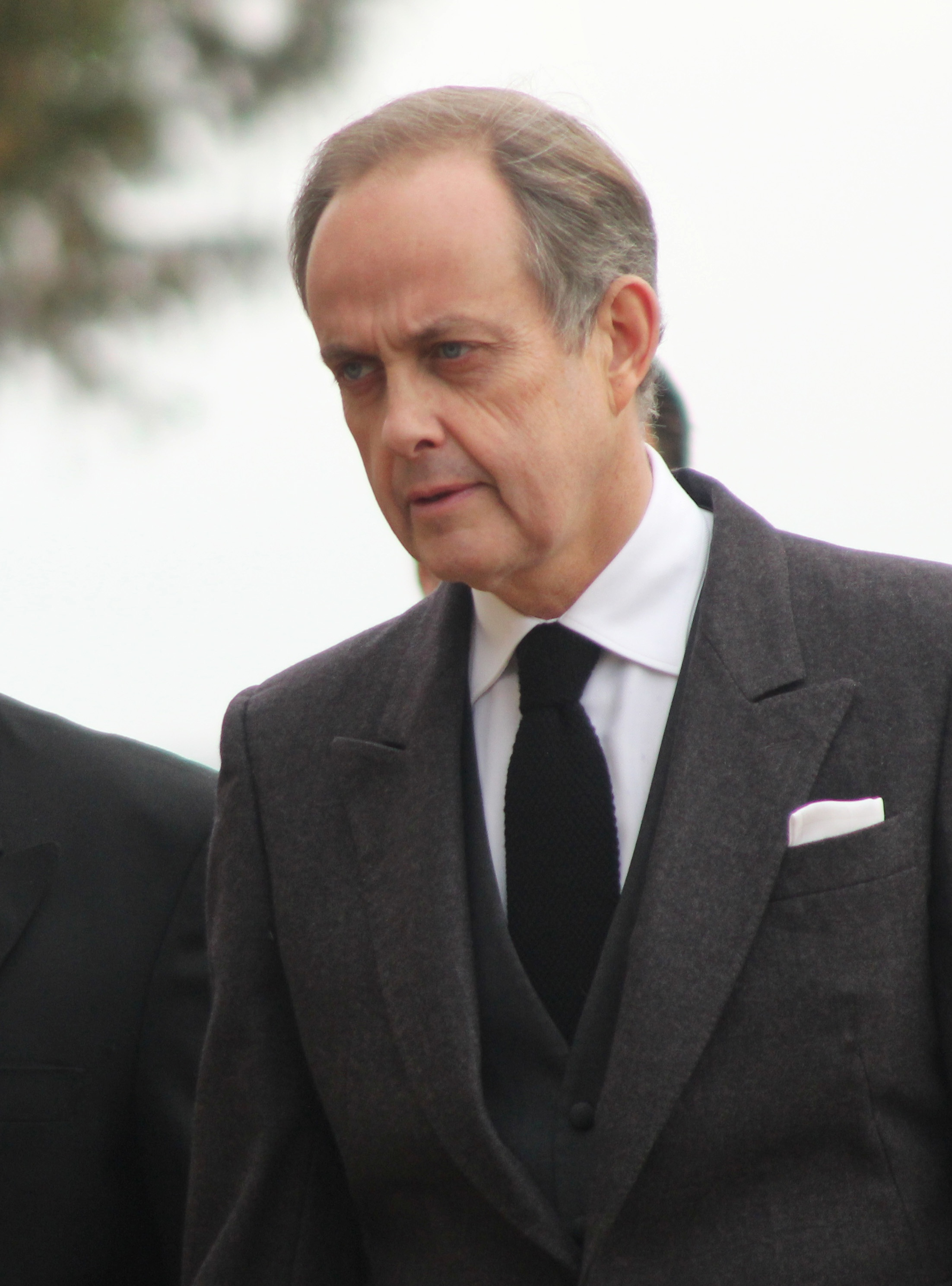
Giovanni IV

Figlio di Enrico VII e di Maria Teresa di Württemberg, in seguito alla morte del fratello maggiore, affetto da toxoplasmosi, la questione dinastica si conclude con la sua piena titolatura a Delfino di Francia. Dopo la morte del padre (2019) assume difatti la guida della Casa Reale.

## Rami
Il casato d'Orléans si è diviso oggi in tre rami principali, che sono tutti discendenti del re dei Francesi Luigi Filippo I:
- Gli Orléans di Francia, pretendenti al trono di Francia, e che discendono da Ferdinando Filippo d'Orléans.
- Gli Orléans-Braganza, pretendenti al trono imperiale del Brasile, che discendono da Luigi d'Orléans.
- Gli Orléans di Spagna, duchi di Galliera, discendenti da Antonio d'Orléans.

## Genealogie
Con l'abdicazione di re Carlo X di Francia, deceduto nel 1836 ma re solo fino al 1830, anno della sua abdicazione, avrebbe dovuto succedergli il figlio Luigi Antonio di Borbone-Francia (1775 – 1844) ma anch'egli abdicò a favore del nipote Enrico d'Artois (1820 – 1883), figlio del fratello Carlo Ferdinando, duca di Berry (1778 – 1820). Il parlamento francese non accettò le due abdicazioni e pose sul trono il reggente Luigi-Filippo-Giuseppe di Borbone-Orléans, parente maschio più prossimo dei Borbone-Francia, con il titolo di re dei Francesi, e che regnò fino al 1848, quando fu deposto dalla Rivoluzione del 1848.

### Origini (1256-1589)
```
 
Luigi IX di Francia

 = 
Margherita di Provenza
 (1221-1295)
 │
 ├── 
Filippo III di Francia
 (1245-1285)
 │   │
 │   └── Casa Reale di Francia
 │
 └── 
Roberto
, conte di Clermont (1256-1317)
     = 
Beatrice di Borgogna-Borbone
 (1257-1310)
     │
     ├── 
Luigi
 (1278-1342), duca di Borbone
     │   = Maria di Hainaut
     │   │
     │   ├── 
Pietro I
 (1311-1356), duca di Borbone
     │   │   = Isabella di Valois (1313-1383)
     │   │   │
     │   │   └── Duchi di Borbone
     │   │
     │   ├── Jeanne (1312-1402)
     │   │   = Guigues VII de Forez (1299-1357)
     │   │
     │   ├──  Margherita (1313-1362)
     │   │   = Jean II de Sully (+1343)
     │   │   = Hutin de Vermeilles
     │   │
     │   ├── Maria (1315-1387)
     │   │   = Guy di Lusignano (1315-1343)
     │   │   = 
Roberto di Taranto
 (+1364)
     │   │
     │   ├── Filippo (1316-1233)
     │   │
     │   ├── Jacques (1318)
     │   │
     │   ├── 
Giacomo
 (1319-1362), conte di 
La Marche

     │   │    = Giovanna di Chatillon
     │   │   │
     │   │   ├── Isabella (1340-1371)
     │   │   │   = Luigi II di Brienne († 1364)
     │   │   │   = Bouchard VII di Vendôme († 1371)
     │   │   │
     │   │   ├── 
Pietro
 (1342-1362), conte di 
La Marche

     │   │   │
     │   │   ├── 
Giovanni
 (1344-1393), conte di La Marche e 
Vendôme

     │   │   │   = Caterina di Vendôme
     │   │   │   │
     │   │   │   ├── 
Giacomo II
 (1370-1438), conte di La Marche
     │   │   │   │   = Béatrice d'Evreux (1392-1414)
     │   │   │   │   │
     │   │   │   │   ├── Isabella (1408-1445)
     │   │   │   │   │
     │   │   │   │   ├── Maria (1410-1445)
     │   │   │   │   │
     │   │   │   │   └── Eleonora (1412-1464)
     │   │   │   │       = 
Bernardo d'Armagnac
 († 1462)
     │   │   │   │
     │   │   │   │    = 
Giovanna II di Napoli
 (1373-1435)
     │   │   │   │
     │   │   │   ├── 
Luigi
 (1376 – 1446), 
conte di Vendôme

     │   │   │   │   = Giovanna di Monfort-Laval
     │   │   │   │   │
     │   │   │   │   ├── 
Giovanni
 (1428–1477), 
conte di Vendôme

     │   │   │   │   │   = 
Isabelle de Beauvau

     │   │   │   │   │   │
     │   │   │   │   │   ├── 
Francesco
, conte di Vendôme
     │   │   │   │   │   │   = Maria di Lussemburgo
     │   │   │   │   │   │   │
     │   │   │   │   │   │   ├── 
Carlo I
 (1489-1537), Duca di Vendôme e di Borbone
     │   │   │   │   │   │   │   = 
Francesca d'Alençon
 (1490-1550)
     │   │   │   │   │   │   │   │
     │   │   │   │   │   │   │   ├── Luigi (1514-1516), conte di Marle
     │   │   │   │   │   │   │   │
     │   │   │   │   │   │   │   ├── Maria (1515-1538)
     │   │   │   │   │   │   │   │
     │   │   │   │   │   │   │   ├── Margherita (1516-1589)
     │   │   │   │   │   │   │   │   = 
Francesco I di Clèves

     │   │   │   │   │   │   │   │
     │   │   │   │   │   │   │   ├── 
Antonio
 (1518-1562), duca di Borbone e Vendôme, 
re di Navarra

     │   │   │   │   │   │   │   │   = 
Giovanna III di Navarra
 (1528-1572)
     │   │   │   │   │   │   │   │   │
     │   │   │   │   │   │   │   │   └── 
Borbone-Francia

     │   │   │   │   │   │   │   │
     │   │   │   │   │   │   │   ├── Francesco (1519-1565), conte d'Enghien
     │   │   │   │   │   │   │   │
     │   │   │   │   │   │   │   ├── Maddalena (1521-1561)
     │   │   │   │   │   │   │   │
     │   │   │   │   │   │   │   ├── Luigi (1522-1525)
     │   │   │   │   │   │   │   │
     │   │   │   │   │   │   │   ├── 
Carlo
 (1523-1590)
     │   │   │   │   │   │   │   │
     │   │   │   │   │   │   │   ├── Caterina (1525-1594)
     │   │   │   │   │   │   │   │
     │   │   │   │   │   │   │   ├── Renata (1527-1583)
     │   │   │   │   │   │   │   │
     │   │   │   │   │   │   │   ├── Giovanni (1528-1557), conte di Soissons
     │   │   │   │   │   │   │   │
     │   │   │   │   │   │   │   ├── Eleonora (1532-1611)
     │   │   │   │   │   │   │   │
     │   │   │   │   │   │   │   └── 
Luigi
 (1535-1569), 
principe di Condé

     │   │   │   │   │   │   │       = Eleonora di Roye (1535-1564)
     │   │   │   │   │   │   │       │
     │   │   │   │   │   │   │       └── 
Borbone-Condé

     │   │   │   │   │   │   │
     │   │   │   │   │   │   ├── Giacomo (1490-1491)
     │   │   │   │   │   │   │
     │   │   │   │   │   │   ├── 
Francesco
 (1491-1545), conte di Saint Pol
     │   │   │   │   │   │   │
     │   │   │   │   │   │   ├── Luigi (1493-1557)
     │   │   │   │   │   │   │
     │   │   │   │   │   │   ├── 
Antonia
 (1493-1583)
     │   │   │   │   │   │   │   = 
Claudio I di Guisa
 (1496-1550)
     │   │   │   │   │   │   │
     │   │   │   │   │   │   └── Luisa (1495-1575)
     │   │   │   │   │   │
     │   │   │   │   │   ├── 
Luigi
, principe di 
La Roche-sur-Yon

     │   │   │   │   │   │   = 
Luisa di Borbone-Montpensier
 (1482-1561)
     │   │   │   │   │   │   │
     │   │   │   │   │   │   └── 
Borbone-Vendôme-Montpensier

     │   │   │   │   │   │
     │   │   │   │   │   ├── Giovanna
     │   │   │   │   │   │   = Louis de Joyeuse
     │   │   │   │   │   │
     │   │   │   │   │   ├── Caterina
     │   │   │   │   │   │   = Gilbert de Chabannes
     │   │   │   │   │   │
     │   │   │   │   │   ├── Giovanna
     │   │   │   │   │   │   = 
Giovanni II di Borbone

     │   │   │   │   │   │   = 
Giovanni III d'Auvergne

     │   │   │   │   │   │
     │   │   │   │   │   ├── Carlotta,
     │   │   │   │   │   │   = Engilbert de Clèves, 
conte di Nevers

     │   │   │   │   │   │
     │   │   │   │   │   ├── Renata
     │   │   │   │   │   │
     │   │   │   │   │   └── Isabella
     │   │   │   │   │
     │   │   │   │   └── Caterina
     │   │   │   │
     │   │   │   ├── Jean, signore di 
Carency

     │   │   │   │
     │   │   │   ├── Anne
     │   │   │   │   = 
Giovanni II di Berry
, 
conte di Montpensier

     │   │   │   │   = 
Ludovico VII di Baviera

     │   │   │   │
     │   │   │   ├── Maria
     │   │   │   │
     │   │   │   └── Carlotta,
     │   │   │       = 
Giano I
, 
re di Cipro

     │   │   │
     │   │   └── Jacques (1346-1417), signore di 
Préaux
.
     │   │
     │   └── Béatrice (1320-1383)
     │        = 
Giovanni I di Boemia
 (+1346)
     │       = Oddone II di Grancey (+1389)
     │
     ├── Bianca (1281-1304)
     │
     ├── 
Jean
 (1283-1316), signore di Charolais
     │
     ├── Maria (1285-1372)
     │
     ├── Pietro (1287-1330)
     │
     └── Margherita (1289-1309)
```

### Borbone-Orléans (1640-1848)
```
 
Luigi XIII
 (1601-1643)
 = 
Anna d'Austria
 (1601-1666)
 │
 ├── 
Luigi XIV
 (1638-1715)
 │   = 
Maria Teresa di Spagna
 (1638-1683)
 │   │
 │   └── 
Borbone-Francia

 │
 └── 
Filippo
 (1640-1701), duca d'Orléans
     = 
Enrichetta Anna Stuart
 (1644-1670)
     │
     ├── 
Maria Luisa
 (1662-1689)
     │   = 
Carlo II di Spagna
 (1661-1700)
     │
     ├── Filippo Carlo, duca di Valois, (1664-1666)
     │
     ├── ? (1665)
     │
     └── 
Anna Maria d'Orléans
 (1669-1728)
         = 
Vittorio Amedeo II di Savoia
 (1666-1732), Re di Sardegna
```

```
     = 
Elisabetta Carlotta del Palatinato
 (1652-1722)
     │
     ├── Alessandro Luigi (1673 – 1676), duca di Valois
     │
     ├── 
Filippo II d'Orléans
 (1674 – 1723)
     │   = 
Francesca Maria di Borbone-Francia
 (1677-1749)
     │   │
     │   ├── Mademoiselle de Valois (1693–1694)
     │   │
     │   ├── 
Maria Luisa Elisabetta
 (1695–1719)
     │   │   = 
Carlo di Borbone-Francia

     │   │
     │   ├── 
Luisa Adelaide
 (1698–1743)
     │   │
     │   ├── 
Carlotta Aglaia
 (1700–1761)
     │   │   = 
Francesco III d'Este
 (1698-1780)
     │   │
     │   ├── 
Luigi
, Duca di Orléans (1703–1752)
     │   │   = 
Augusta Maria Giovanna di Baden-Baden
 (1704–1726)
     │   │   │
     │   │   ├── 
Luigi Filippo I
 (1725-1785)
     │   │   │   = 
Luisa Enrichetta di Borbone-Conti
 (1726-1759)
     │   │   │   │
     │   │   │   ├── 
Luigi Filippo II di Borbone-Orléans
 (1747-1793)
     │   │   │   │   = 
Luisa Maria Adelaide di Borbone-Penthièvre
 (1753–1821)
     │   │   │   │   │
     │   │   │   │   ├── 
Luigi Filippo I
 (1773-1850), Duca d'Orléans, Re dei Francesi (1830-1848)
     │   │   │   │   │
     │   │   │   │   ├── 
Antonio Filippo
 (1775-1807), Duca di Montpensier
     │   │   │   │   │
     │   │   │   │   ├── 
Adelaide
 (1777-1847)
     │   │   │   │   │
     │   │   │   │   ├── bambina (1777-1782)
     │   │   │   │   │
     │   │   │   │   └── 
Luigi Carlo Alfonso
, (1779-1808) Conte di Beaujolais
     │   │   │   │
     │   │   │   └── 
Batilde
 (1750-1822)
     │   │   │       = 
Luigi-Enrico-Giuseppe di Borbone-Condé
 (1756 –1830), Principe di Condé
     │   │   │
     │   │   └── Luisa Maria (1726-1728)
     │   │
     │   ├── 
Luisa Elisabetta
 (1709–1742)
     │   │   = 
Luigi I di Spagna
 (1707-1724)
     │   │
     │   ├── 
Filippa Elisabetta di Borbone-Orléans
 (1714–1734)
     │   │
     │   └── 
Luisa Diana
 (1716–1736)
     │       = 
Luigi Francesco di Borbone-Conti
 (1717-1776)
     │ 
     └── 
Elisabetta Carlotta
 (1676–1744)
         = 
Leopoldo di Lorena
 (1679-1629)
```

### Orléans (1848-...)
```
Luigi Filippo I
 (1773-1850), Duca d'Orléans, Re dei Francesi (1830-1848)
= 
Maria Amalia di Borbone-Due Sicilie
 (1782-1866)
 │
 ├── 
Ferdinando Filippo
 (1810-1842), duca di Chartres, duca d'Orléans
 │   = 
Elena di Meclemburgo-Schwerin
 (1814-1858)
 │   │
 │   ├── 
Luigi Filippo Alberto
 
(1838-1894), "Luigi Filippo II" o "Filippo VII", Conte di Parigi
 │   │   = 
Maria Isabella d'Orléans
 (1848-1919) 
infanta di Spagna

 │   │   │
 │   │   ├── 
Amelia
 (1865-1951)
 │   │   │   = 
Carlo I del Portogallo
 (1863-1908)
 │   │   │
 │   │   ├── 
Luigi Filippo Roberto
 (1869-1926), "Luigi Filippo III" o "Filippo VIII" Conte di Parigi
 │   │   │   = Maria Dorotea d'Austria (1867-1932)
 │   │   │
 │   │   ├── 
Elena
 (1871-1951)
 │   │   │   = 
Emanuele Filiberto di Savoia-Aosta
 (1869-1931), duca d'Aosta
 │   │   │
 │   │   ├── Carlo Filippo (1875)
 │   │   │
 │   │   ├── 
Isabella
 (1878-1961)
 │   │   │   = 
Giovanni di Guisa
 (1874-1940)
 │   │   │
 │   │   ├── Giacomo Maria Clemente (1880-1881)
 │   │   │
 │   │   ├── 
Luisa
 (1882-1958)
 │   │   │   = 
Carlo Tancredi di Borbone-Due Sicilie
 (1870-1949), infante di Spagna
 │   │   │
 │   │   └── 
Ferdinando
 (1884-1924), duca di Montpensier
 │   │       = Marie-Isabelle Gonzalez de Olaneta e Ibarreta (1897-1958), marchesa di Valdeterrazzo
 │   │
 │   └── 
Roberto
 (1840-1910), Duca di Chartres
 │       = 
Francesca Maria d'Orléans
 (1844-1925)
 │       │
 │       ├── 
Maria
 (1865-1909)
 │       │   = 
Valdemaro di Danimarca
 (1858-1939)
 │       │
 │       ├── Roberto (1866-1885)
 │       │
 │       ├── 
Enrico
 (1867-1901)
 │       │
 │       ├── Margherita (1869-1940)
 │       │   = Armand de Mac-Mahon duca di Magenta (+1927)
 │       │
 │       └── 
Giovanni 'III'
 (1874-1940), Duca di Guisa
 │           = 
Isabella d'Orléans
 (1878-1961)
 │           │
 │           ├── Isabella d'Orléans (1900-1983])
 │           │   = 
Bruno d'Harcourt
 (1899-1930)
 │           │   = Pierre Murat (1900-1948)
 │           │
 │           ├── 
Francesca d'Orléans
 (1902-1953)
 │           │   = 
Cristoforo di Grecia
 (1889-1940)
 │           │
 │           ├── 
Anna
 (1906-1986)
 │           │   = 
Amedeo di Savoia-Aosta
, duca d'Aosta
 │           │
 │           └── 
 
Enrico 'VI'
 (1909-1999), Conte di Parigi
 │               = 
Isabella d'Orléans-Braganza
 (1911-2003)
 │               │
 │               ├── Isabella d'Orléans (1932-viv.)
 │               │   = Friedrich-Karl di Schönborn-Buchheim (1938)
 │               │
 │               ├── 
Enrico 'VII'
 (1933-2019), Conte di Parigi
 │               │   = Maria Teresa di Württemberg (1934-viv.)
 │               │   │
 │               │   ├── Maria Isabella (1959-viv.)
 │               │   │   = Guntar del Liechtenstein (1949-viv.)
 │               │   │
 │               │   ├── 
Francesco
 (1961-2018), Conte di Clermont
 │               │   │
 │               │   ├── Bianca (1962-viv.)
 │               │   │
 │               │   ├── 
Giovanni 'IV'
 (1965-viv.), Duca di Vendôme
 │               │   │   = Philomena de Tornos y Steinhart (1977-viv.)
 │               │   │
 │               │   └── Eudes (1968-viv.), Duca di Angouleme
 │               │       = Marie-Liesse de Rohan-Chabot
 │               │       │
 │               │       ├── Teresa (2001-viv.)
 │               │       │
 │               │       └── Pierre (2003-viv.)
 │               │
 │               ├── Elena d'Orléans (1934-viv.)
 │               │   = Évrard di Limburgo-Stirum (1927-2001)
 │               │
 │               ├── Francesco d'Orléans (1935-1960), Duca d'Orléans
 │               │
 │               ├── Anna d'Orléans (1938-viv.)
 │               │   = 
Carlo Maria di Borbone-Due Sicilie
 (1938-2015), Duca di Calabria
 │               │
 │               ├── Diana d'Orléans (1940-viv.)
 │               │   = Carlo Maria di Württemberg (1936-viv.), duca di Württemberg
 │               │
 │               ├── 
Michele
 (1941-viv.), conte d'Évreux
 │               │   = Beatrice de Pasquier de Franclieu (1941-viv.)
 │               │   │
 │               │   ├── Clotilde (1968-viv.)
 │               │   │
 │               │   ├── Adelaide (1971-viv.)
 │               │   │
 │               │   ├── 
Carlo Filippo
 (1973-viv.), duca d'Angiò
 │               │   │
 │               │   └── Francesco Carlo (1982-viv.)
 │               │
 │               ├── Giacomo d'Orléans (1941), duca d'Orléans
 │               │   = Gersende di Sabran-Pontevès (1942-viv.)
 │               │   │
 │               │   ├── Diana (1970-viv.)
 │               │   │
 │               │   ├── Carlo Luigi (1971-viv.), duca di Chartres
 │               │   │   = Ileana Manos
 │               │   │   │
 │               │   │   ├── Filippo (1998-viv.)
 │               │   │   │
 │               │   │   ├── Luisa (1999-viv.)
 │               │   │   │
 │               │   │   ├── Elena (2001-viv.)
 │               │   │   │
 │               │   │   ├── Costantino (2003-viv.)
 │               │   │   │
 │               │   │   └── Isabella (2005-viv.)
 │               │   │
 │               │   └── Folco (1982-viv.), conte d'Eu
 │               │
 │               ├── 
Claudia d'Orléans
 (1943-viv.)
 │               │   = 
Amedeo di Savoia
 (1943-viv.), duca d'
Aosta

 │               │
 │               ├── Chantal d'Orléans (1946-viv.)
 │               │   = Francois-Xavier de Sambucy de Sorgue
 │               │
 │               └── 
Thibaut
 (1948-1983), conte di la Marche
 │                   = Marion Gordon-Orr (1942-viv.)
 │                   │
 │                   ├── Roberto (1976-viv.), conte di La Marche
 │                   │
 │                   └── Luigi Filippo (1979-1980)
 │
 ├── 
Luisa
 (1812-1850)
 │   = 
Leopoldo I del Belgio
 (1790-1865)
 │
 ├── 
Maria
 (1813-1839)
 │   = 
Alessandro di Württemberg
 (1804-1881)
 │
 ├── 
Luigi
 (1814-1896), duca di Nemours
 │   = 
Vittoria di Sassonia-Coburgo-Kohary

 │   │
 │   ├── 
Gastone d'Orléans (1842-1922)
, conte d'Eu
 │   │   = 
Isabella di Braganza
 (1846-1921)
 │   │   │
 │   │   └── 
Orléans-Braganza

 │   │
 │   ├── 
Ferdinando d'Orléans
 (1844-1922), duca d'Alençon
 │   │   = 
Sofia Carlotta di Baviera
 (1847-1897)
 │   │   │
 │   │   ├── 
Luisa Vittoria
 (1869–1952)
 │   │   │   = 
Alfonso di Baviera
 (1862–1933)
 │   │   │
 │   │   └── 
Emanuele
 (1872–1931), duca di Vendôme
 │   │       = 
Enrichetta del Belgio
 (1870-1948)
 │   │       │
 │   │       ├── Maria Luisa (1897-1973)
 │   │       │   =  Filippo di Borbone-Due Sicilie (1885-1949)
 │   │       │
 │   │       ├── Sofia (1898-1928)
 │   │       │
 │   │       ├── Genoveffa (1901-1983)
 │   │       │   =  Antonio di Chaponay-Morance (1893-1993)
 │   │       │
 │   │       └── Carlo Filippo (1905-1970), duca di Nemours, di Vendôme e d'Alençon
 │   │           = Margherita Watson (1899-1993)
 │   │
 │   ├── 
Margherita Adelaide
 (1846-1893)
 │   │   = 
Władysław Czartoryski
 (1828-1894)
 │   │
 │   └── Bianca d'Orléans (1857-1932)
 │
 ├── Francesca (1816-1818)
 │
 ├── 
Clementina
 (1817-1907)
 │   = 
Augusto di Sassonia-Coburgo-Kohary

 │
 ├── 
Francesco
 (1818-1900), principe di Joinville
 │   = 
Francesca di Braganza
 (1824-1898)
 │   │
 │   ├── 
Francesco Maria
 (1844-1925)
 │   │   = 
Roberto d'Orléans
 (1840-1910), duca di Chartres.
 │   │
 │   └── Pietro (1845-1919), duca di Penthièvre.
 │
 ├── Carlo (1820-1828), duca di Penthièvre
 │
 ├── 
Enrico
 (1822-1897), duca d'Aumale
 │   = 
Maria Carolina Augusta di Borbone-Due Sicilie
 (1822-1869)
 │   │
 │   ├── Luigi (1845-1866), principe di Condé
 │   │
 │   ├── Enrico (1847-1847), duca di Guisa
 │   │
 │   ├── Francesco (1852-1852), duca di Guisa
 │   │
 │   └── Francesco (1854-1872), duca di Guisa
 │
 └── 
Antonio
 (1824-1890), duca di Montpensier
     = 
Luisa Ferdinanda di Borbone-Spagna
 (1832-1897)
     │
     ├── 
Maria Isabella d'Orléans
 (1848-1919)
     │   = 
Luigi Filippo Alberto d'Orléans
 (1838-1894)
     │
     ├── Maria Amelia (1851-1870)
     │
     ├── Maria Cristina (1852-1879)
     │
     ├── Maria de la Regla d'Orléans (1856-1861)
     │
     ├── ? (1857)
     │
     ├── Fernando d'Orléans (1859-1873)
     │
     ├── 
Mercedes d'Orléans
 (1860-1878)
     │   = 
Alfonso XII di Spagna
 (1857-1885)
     │
     ├── Felipe d'Orléans (1862-1864)
     │
     ├── 
Antonio
 (1866-1930), duca di Galliera
     │   = 
Eulalia
 (1864-1958)
     │   │
     │   ├── 
Alfonso
 (1886 - 1975), duca di Galliera
     │   │   = 
Beatrice di Sassonia-Coburgo-Gotha
 (1884-1966)
     │   │   │
     │   │   ├── Alvaro (1910-1997), duca di Galliera
     │   │   │   = Carla Parodi-Delfino (1909-2000)
     │   │   │   │
     │   │   │   ├── Gerarda (1939-viv.)
     │   │   │   │   =  Harry Saint (1941-viv.)
     │   │   │   │
     │   │   │   ├── Alfonso (1941–1975)
     │   │   │   │   = Emilia Ferrara-Pignatelli
     │   │   │   │  │ 
     │   │   │   │  └── Alfonso (1968-viv.), duca di Galliera
     │   │   │   │      = Véronique Goeders (1970-viv.)
     │   │   │   │      │
     │   │   │   │      └── Alfonso (1994-viv.)
     │   │   │   │
     │   │   │   ├── Beatrice (1943-viv.)
     │   │   │   │   = Tomasso dei Conti Farini (1938-viv.)
     │   │   │   │
     │   │   │   └── Alvaro-Jaime (1947-viv.)
     │   │   │       = Giovanna San Martino d'Agliè (1945-viv.)
     │   │   │
     │   │   ├── Alfonso (1912-1936)
     │   │   │
     │   │   └── Ataulfo d'Orléans (1913-1974)
     │   │
     │   └── 
Luigi Ferdinando
 (1888 - 1945)
     │        = Marie Say de Broglie (1857-1943)
     │
     └── Luigi (1867-1874)
```